# 豊本明長
豊本 明長（とよもと あきなが、1975年〈昭和50年〉6月6日 - ）は、日本のお笑いタレント・俳優。お笑いトリオ東京03のメンバーでボケ担当。
愛知県春日井市出身。プロダクション人力舎所属。
春日井市立柏原中学校卒業、中部大学春日丘高等学校卒業。身長175 cm、体重65 kg。春日井広報大使。

## 経歴
1995年、飯塚悟志と「アルファルファ」を結成。
2003年9月30日、解散したお笑いトリオ「プラスドライバー」のメンバーで、アルファルファのライブに客演として参加していた角田晃広が加入したことにより、「東京03」を結成。
2014年12月27日には、この日行われたイベント「世界プロレス協会『旗揚げ1周年記念大会〜FMW25th anthology〜』」にて、かねて交際していた女子プロレスラー・上林愛貴（ミス・モンゴル）からプロポーズされ、豊本もこれを受け入れて婚約が成立した。また、挙式より一足早くリング上にて公開キスも披露していた。
2017年3月、濱松恵との浮気が発覚。妻の上林は死ぬまで許せないと言いつつも、「病める時も夫婦って言うじゃないですか。（浮気は）病気と思ってます」と豊本の浮気を許す発言もしている。9月25日、上林のブログにて入籍を発表（入籍日は不明）し、上林がこの時点で妊娠していることも公表した。12月29日、第一子の女児誕生を発表。

## 人物
スクールJCA3期生。他の2人よりも2学年下で、メンバー内で最年少者。
長髪であり、コントでは女装する事も多い。
下戸（酒が飲めない）。
ポケモンやラジコン・プロレス視聴を趣味としている。その中でもプロレス好きに関しては芸能界屈指のレベル。小学生時代から愛好しており、芸人の間でもマニアとして有名 である。観戦団体はドインディー中心。2010年7月から2013年5月まで『週刊プロレス』で隔週連載されたコラム「東京03豊本のプロレス、知れば知るほど。」でも北都プロレス巡業観戦記などのマニアックさが発揮された。コラム連載後、プロレス関連の仕事が増えていった。また、『アメトーーク!』（テレビ朝日）では女子プロレス芸人の回にも登場していた。
運動神経が悪いことから、『アメトーーク!』の人気コーナー『運動神経悪い芸人』の常連で「ガチ中のガチ」と呼ばれる。一方、少林寺拳法を習っていた経験があり、ネタの幕間映像の武器を振り回すシーンでは、角田と飯塚が何度も「カッコよくないから」とリテイクを出される中、豊本だけ一発OKだったというエピソードもある。なお、少林寺拳法は初段の腕前である。また水泳もかなりの腕前も見せている。他にもダンスも出来る。
DTMやCGに明るく、テレビ番組のオープニング映像やライブの映像、音楽、効果音なども手がけている。

## 出演
トリオでの出演作は東京03を参照。

### テレビ
レギュラー番組
- マッコイ 小木の￥道中 もっでっぞ山形（2013年7月15日 - 9月30日、さくらんぼテレビ）※ナレーション
- 速報!バトル☆メン（2011年10月 -  2024年3月、FIGHTING TV サムライ）※司会・水曜日担当

その他の出演番組
- アメトーーク!（テレビ朝日） - 運動神経悪い芸人、小型犬は家族だ芸人、今、プロレスが熱い芸人、ボーイスカウト芸人、トリオ芸人
- 超入門!落語 THE MOVIE（NHK総合）
  - そば清（2017年11月16日） - そば屋の親方 役
  - 長屋の算術（2023年3月26日） - 住人 役

### ドラマ
- 癒し屋キリコの約束 第25話（2015年9月4日、東海テレビ） - マキノ 役
- コウノドリ（2015年10月 - 12月、TBS） - 船越拓也 役[13]
- 流星放送局〜ふたご座流星群LIVE〜「ミュージシャンの妹」（2016年12月13日、BSジャパン）[14]
- 正義のセ 第1話（2018年4月11日、日本テレビ） - 警察官 役[15]
- 妖怪! 百鬼夜高等学校（2018年10月18日 - 12月28日、BS日テレ） - ろくろ首 役
- よつば銀行 原島浩美がモノ申す!〜この女に賭けろ〜 第5話（2019年2月18日、テレビ東京） ‐ 西城俊徳 役
- 向こうの果て（2021年5月14日 - 7月2日、WOWOW） - 京波久雄 役[16]
- オクトー 〜感情捜査官 心野朱梨〜（2022年7月7日 - 9月8日、読売テレビ・日本テレビ） - 心野陽介 役[17]
  - オクトー 〜感情捜査官 心野朱梨〜 Season2 第9話・第10話（2024年11月28日・12月5日）
- コタツがない家 第6話（2023年11月22日、日本テレビ） - 深堀謙作 役[18]
- 心霊内科医 稲生知性2 第1話（2023年12月27日、フジテレビ） - 関口渉 役[19]
- 孤独のグルメ2023大晦日スペシャル 井之頭五郎、南へ逃避行「探さないでください。」（2023年12月31日、テレビ東京） - 永野翔太 役[20]
- 風のふく島 第4話（2025年2月1日、テレビ東京） - 主演・小坂大 役[21]

### 配信ドラマ
- リコハイ!!（2021年4月16日 - 6月18日、Paravi） ‐ 宇治田崇 役[22]

### Webテレビ
- DDT VS サイバーエージェント 路上プロレス-男色死亡遊戯-（2017年12月21日、AbemaTV）[23]
- DDT路上プロレスinフジサワ名店ビル（2018年4月27日、AbemaTV）

### DVD
- ポルカドットスティングレイ 1stDVD「秘密」（2018年） - 沖田ヨウ 役[24]

### ミュージック・ビデオ
- MISIA「幸せをフォーエバー」（2013年）[25]

### CM
- PR TIMES・ドラマ「ホットスポット」コラボCM（2025年1月） - プロデューサー 役

## 執筆

### 連載
- 東京03豊本のプロレスあれこれ（2016年11月15日[26] - 2018年11月8日[27]、スポーツナビ）